# 鵜城村

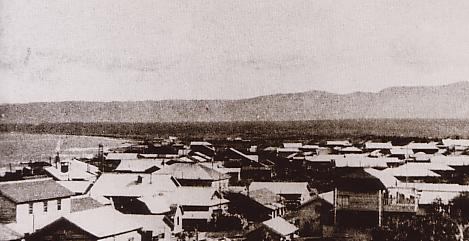
街景

鵜城村（日语：／ Ushiro mura */?）是日本統治下的樺太廳的已不存在的一村。地名來自阿伊努語的「us-oro」（港灣之中）。